# اتریت بریشا
اتریت فاضل بریشا (آلبانیایی: Etrit Fadil Berisha؛ زادهٔ ۱۰ مارس ۱۹۸۹) بازیکن فوتبال اهل آلبانی است که برای باشگاه تورینو بازی می‌کند.
از باشگاه‌هایی که در آن بازی کرده‌است می‌توان به کالمار، لاتزیو، آتالانتا، اسپال و تورینو اشاره کرد.
وی همچنین در تیم ملی فوتبال آلبانی بازی کرده‌است.